# هينينج أسترب
هينينج أسترب (بالنرويجية البوكمول: Henning Astrup)‏ هو مهندس معماري نرويجي، ولد في 6 يونيو 1864 في كريستيانية في النرويج، وتوفي بنفس المكان في 7 ديسمبر 1896.

## معرض صور

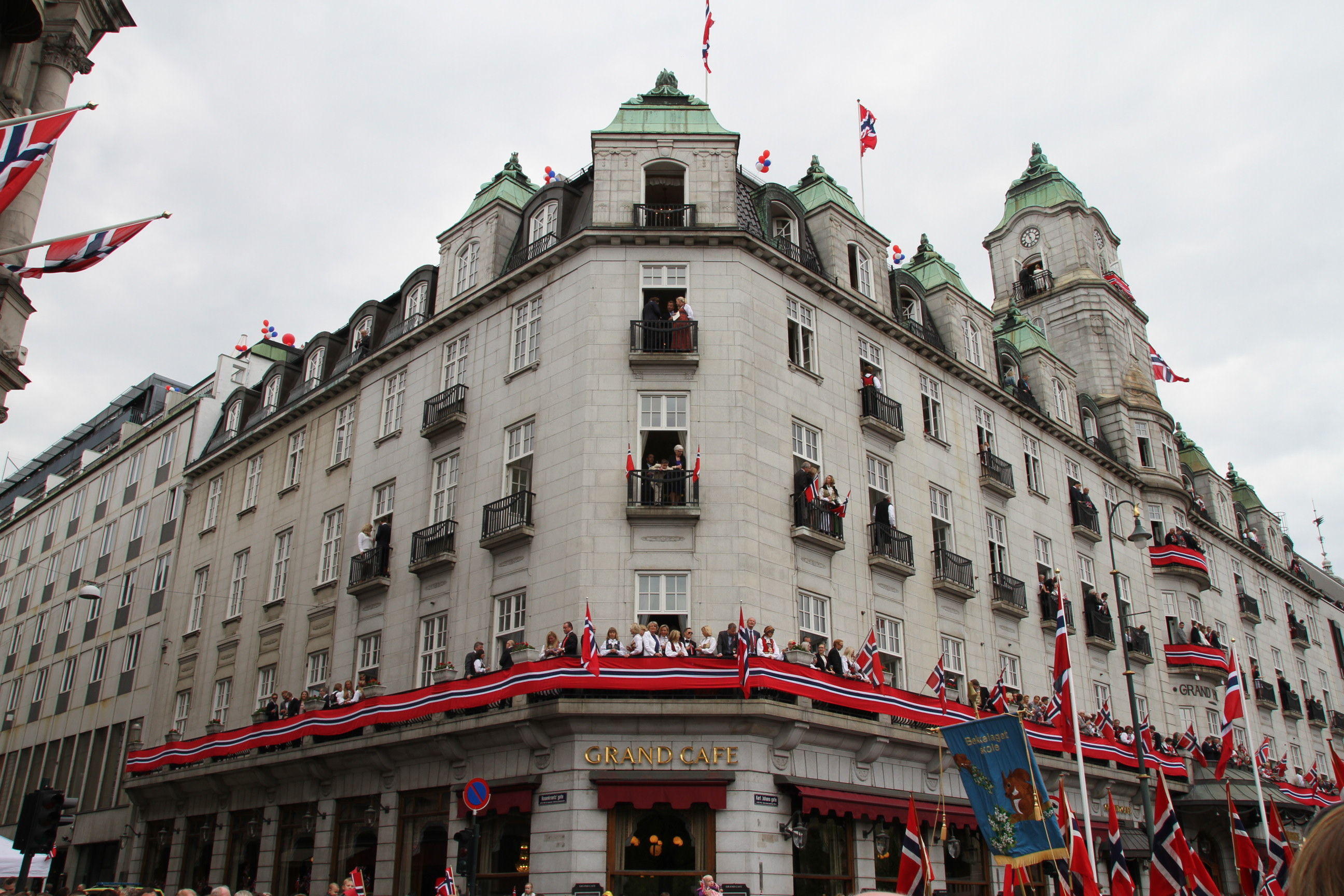
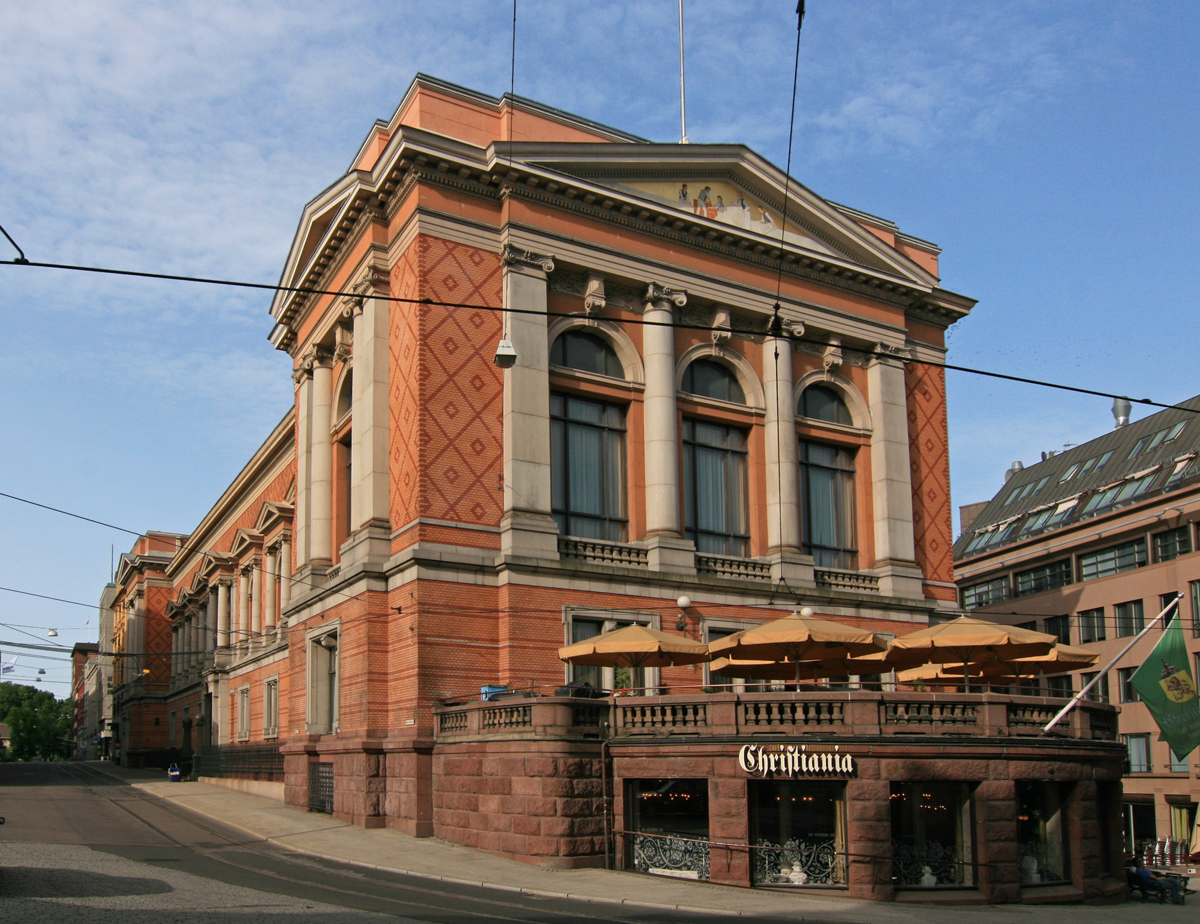
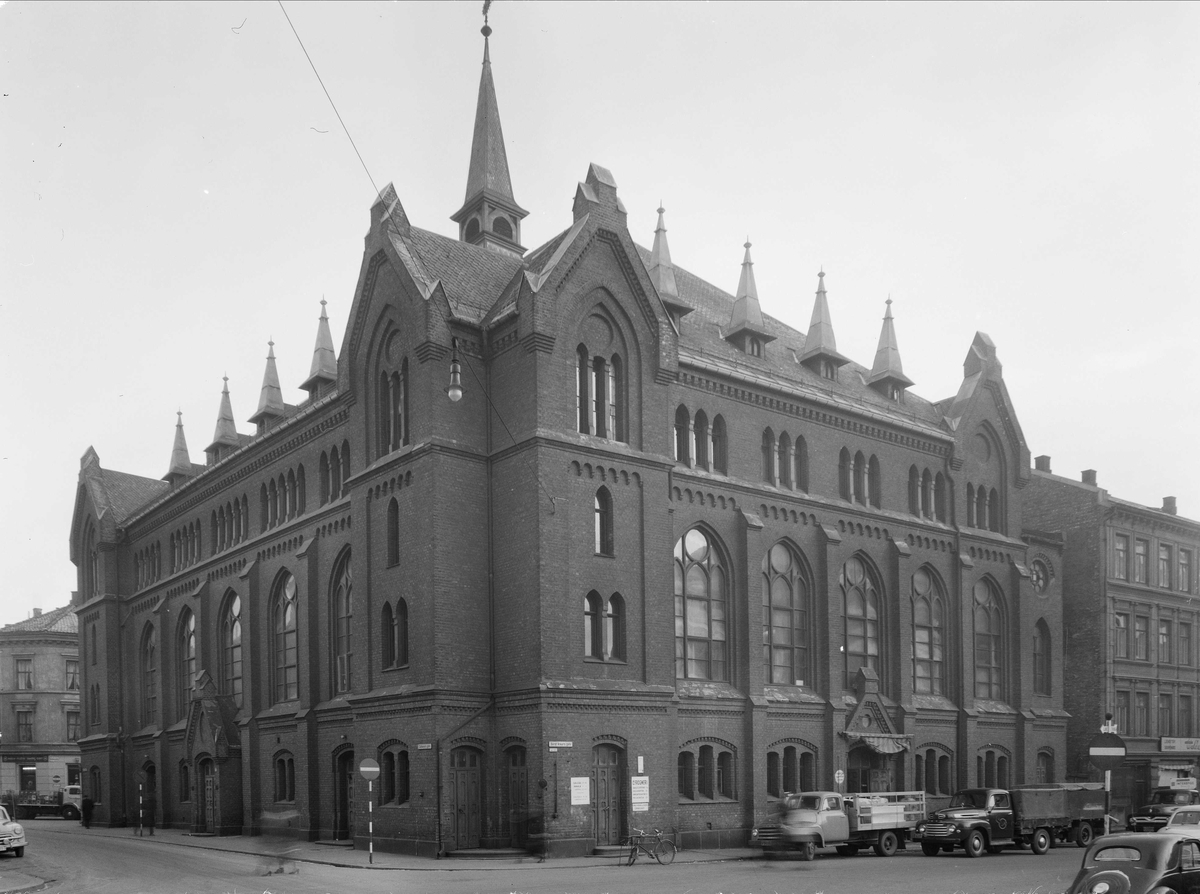